# Cyrtophleba vernalis
Cyrtophleba vernalis là một loài ruồi trong họ Tachinidae.